# Yasmine Ghata
Pour les articles homonymes, voir Ghata.
 (octobre 2022).
Il peut être nécessaire de l'améliorer pour respecter le principe de neutralité de point de vue. 

Yasmine Ghata est une écrivaine française née en 1975.

## Biographie
Sa mère est l'écrivaine française Vénus Khoury-Ghata d'origine libanaise. À la suite d'études en histoire de l’art à la Sorbonne et à l’école du Louvre, Yasmine Ghata travaille dans le marché de l'art et plus précisément dans les arts de l’Islam.
Dès son premier roman, La Nuit des calligraphes (édition Fayard, 2004), traduit en 2009 dans 13 langues, l'écrivain reçoit de nombreux prix : le prix de la découverte Prince Pierre de Monaco, le prix Grinzane Cavour en Italie et le prix Kadmos au Liban. La Nuit des calligraphes est inspiré par la vie de sa grand-mère paternelle Rikkat Kunt.
Yasmine Ghata publie en 2007 Le Târ de mon père, et en 2009, l'ouvrage Muettes, sur le deuil de son père.
En 2016 paraît son roman, J'ai longtemps eu peur de la nuit. Il est sélectionné pour le premier Prix Patrimoines 2016.

## Ouvrages
- 2004 : La Nuit des calligraphes, éd. Fayard (ISBN 978-2-213-62053-4), Rééd. Le livre de poche, 2006  (ISBN 978-2-253-11430-7)
- 2007 : Le Târ de mon père, éd. Fayard,  (ISBN 978-2-213-63250-6), Rééd. Le livre de poche, 2009  (ISBN 978-2-253-12464-1)
- 2010 : Muettes, éd. Fayard,  (ISBN 978-2-213-65171-2) Rééd. Le livre de poche, 2011  (ISBN 978-2-253-15735-9)
- 2013 : La Dernière Ligne, éd. Fayard  (ISBN 978-2-213-67252-6)
- 2016 : J'ai longtemps eu peur de la nuit, éd. Robert Laffont  (ISBN 978-2-221-19566-6)
- 2018 : Le Calame noir, éd. Robert Laffont  (ISBN 978-2-221-21501-2)
- 2023 : Le Testament du prophète, éd. Bouquins  (ISBN 978-2-382-92325-2)

## Prix et distinctions
- Prix de la découverte Prince Pierre de Monaco, pour La Nuit des calligraphes [3]
- Prix Grinzane Cavour en Italie, pour La Nuit des calligraphes
- Prix Kadmos au Liban, pour La Nuit des calligraphes[3]
- 2016 : Sélection du Prix Patrimoines  pour J'ai longtemps eu peur de la nuit[2]
- 2023 : Prix de la Closerie des Lilas pour Le Testament du Prophète, Editions Bouquins